# نیروگاه هسته‌ای پیکرینگ

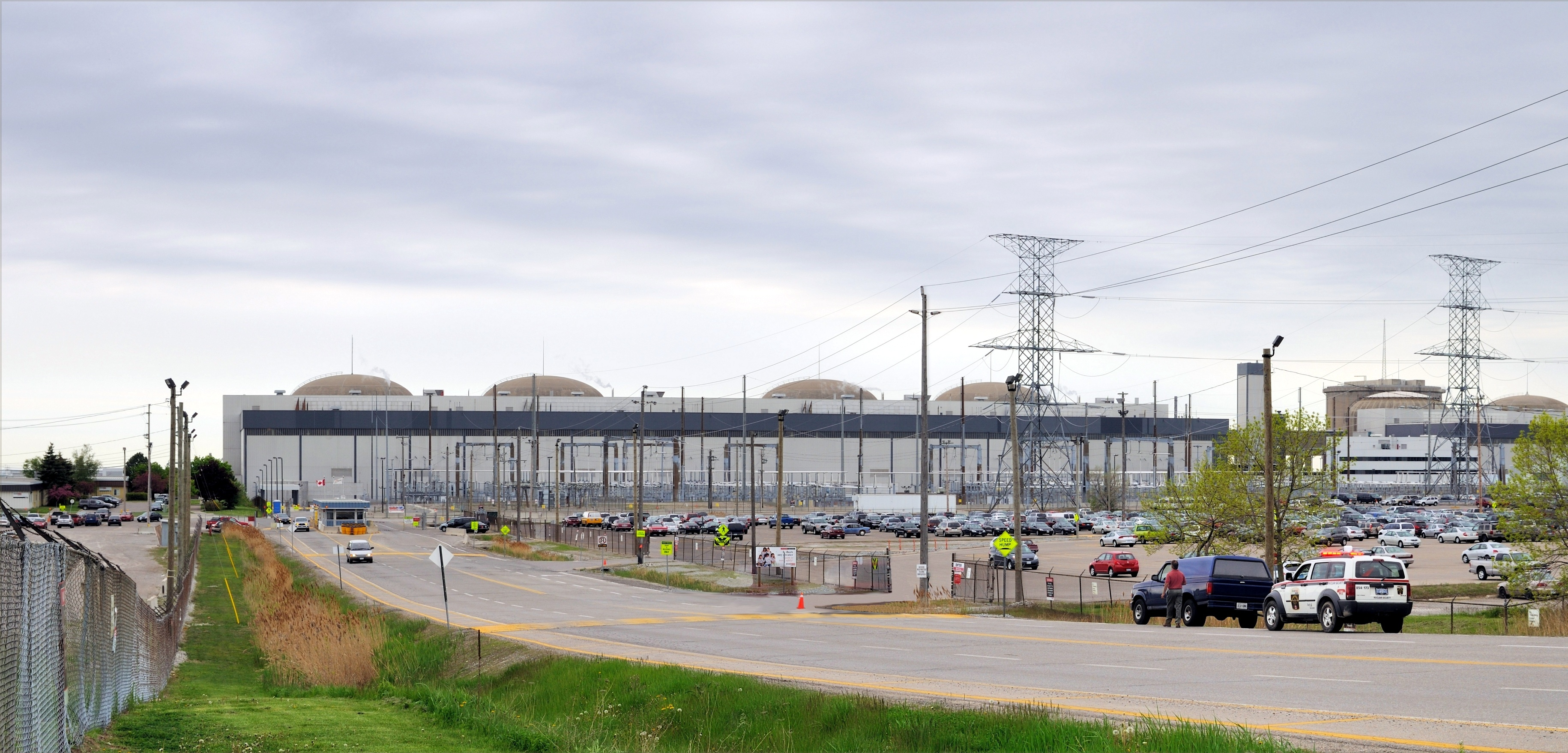

نیروگاه هسته‌ای پیکرینگ (به انگلیسی: Pickering Nuclear Generating Station) (کانادا، انتاریو، واقع در ساحل شمالی دریاچه انتاریو در نزدیکی شهر تورنتو در شهر پیکرینگ، تأسیس ۱۹۶۶)، یکی از نیروگاه‌های کشور کانادا از نوع هسته‌ای با مجموع ظرفیت تولید ۴۳۲۸ مگاوات شامل ۸ رآکتور هسته‌ای مدل کاندو است. این نیروگاه یک مجتمع نیروگاهی است که شامل نیروگاه‌های پیکرینگ A و B است.
هم‌چنین، در این نیروگاه یک توربین بادی ۱٫۸ مگاواتی به نام OPG 7 به عنوان توربین یادبود قرار دارد.

## رآکتورهای نیروگاه هسته‌ای پیکرینگ
رآکتورهای نیروگاه هسته‌ای پیکرینگ به این شرح طبقه‌بندی می‌شوند:

### رآکتورهای A
شامل ۴ رآکتور مدل کاندو 500A هر یک به ظرفیت ۵۴۲ مگاوات است که به صورت:
پیکرینگ A1، پیکرینگ A2، پیکرینگ A3 و پیکرینگ A4 است. (راکتورهای A2 و A3 به منظور کاهش هزینه‌ها و ارتقاء سیستم در حالت نگهداری امن و خاموش هستند)

### رآکتورهای B
شامل ۴ رآکتور مدل کاندو 500B هر یک به ظرفیت ۵۴۰ مگاوات است که به صورت:
پیکرینگ B5، پیکرینگ B6، پیکرینگ B7 و پیکرینگ B8 است.

## نگارخانه

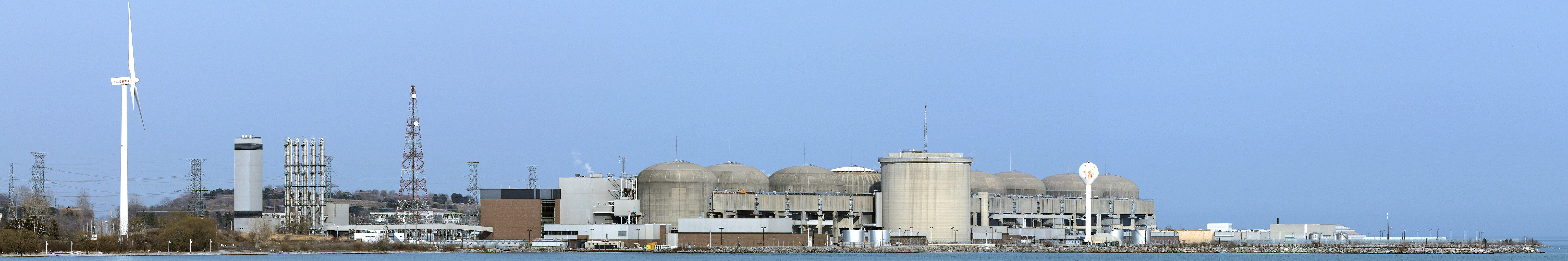